# Parti des retraités (Norvège)
Pour les articles homonymes, voir Parti des retraités.
Le parti des retraités (en norvégien : Pensjonistpartiet) est un parti politique norvégien créé en 1985. Il s'agit d'un parti plutôt conservateur qui cherche à défendre les intérêts des retraités.
Le parti n'a jamais compté de représentant au Storting. Aux élections régionales et communales de 2011, le parti a remporté trois sièges de conseillers régionaux (dans les comtés de Hedmark, Aust-Agder et Rogaland). Par ailleurs, le parti compte 50 conseillers municipaux dans 34 communes différentes.